# Клименки (Полтавский район)
Клименки (укр. Клименки) — село,
Калашниковский сельский совет,
Полтавский район,
Полтавская область,
Украина.
Код КОАТУУ — 5324081303. Население по переписи 2001 года составляло 73 человека.

## Географическое положение
Село Клименки находится в 2-х км от левого берега реки Полузерье,
в 1-м км от сёл Калашники, Подлепичи и Писаренки.

## Экономика
- Свинотоварная ферма.